# Базилика Святых Петра и Павла (Сент-Юбер)
Базилика Святых Петра и Павла (фр. Basilique des Saints-Pierre-et-Paul (Saint-Hubert)) — главный католический костёл в Сент-Юбер (провинция Люксембург, регион Валлония, Бельгия). Церковь аббатства Святого Юбера (первоначально Святого Петра в Арденах) в Сент-Юбере (687—1797 годы). В 1927 году приходскому костёлу был присвоен титул малой базилики Папой Римским Пием XI в честь 1200-летия Святого Юбера. Костёл и застройка аббатства являются частью Наследия Валлонии.
За фасадом в стиле барокко расположены пять нефов, трансепт и хор, построенные в стиле пламенеющей готики на старом фундаменте — на месте нескольких более ранних церквей (предыдущая 1135 год).
Тело Святого Юбера, 1-го епископа Льежского, который с IX века считался покровителем Арденн, охотников и лесников, было перевезено 30 сентября 825 года из аббатства Святого Петра во Льеже в аббатство Святого Петра в Арденах. После этого аббатство стало местом паломничества. Мощи находились там до 15-16 октября 1568 года, когда во время Нидерландской революции церковь и монастырь были разграблены и сожжены гугенотами.